# Enoplognatha thoracica
De Enoplognatha thoracica (tên tiếng Anh: bodemtandkaak) là một loài nhện trong họ Theridiidae.
Loài này thuộc chi Enoplognatha. Enoplognatha thoracica được Carl Wilhelm Hahn miêu tả năm 1833.